# Отје сир Калон
Отје сир Калон (фр. Authieux-sur-Calonne) насеље је и општина у северној Француској у региону Доња Нормандија, у департману Калвадос која припада префектури Лисје.
По подацима из 2011. године у општини је живело 290 становника, а густина насељености је износила 28,43 становника/km². Општина се простире на површини од 10,2 km². Налази се на средњој надморској висини од 136 метара (максималној 162 m, а минималној 23 m).

## Демографија
| 1962. | 1968. | 1975. | 1982. | 1990. | 1999. | 2011. |
| ----- | ----- | ----- | ----- | ----- | ----- | ----- |
| 208   | 219   | 180   | 186   | 219   | 250   | 290   |

График промене броја становника у току последњих година